# Оберг, Ульрика
Ульрика Оберг (швед. Ulrika Åberg; 1771—1852) — шведская балерина Королевского балета Швеции.

## Биография
Ульрика была одной из первых национальных балерин Швеции. С 12 лет она училась танцу у звезды густавианского балета балерины Джованны Басси (итал. Giovanna Bassi). Она была обучена итальянскому стилю балета и следовала в нём за своей наставницей. Ульрика выступала с Королевским балетом Швеции в 1782—1795 гг. В 1782—1785 гг. она была корифейкой (солирующей танцовщицей), 1785—1787 гг. была второй танцовщицей, а с 1787 по 1795 гг. выступала примой-балериной. Иногда она заменяла свою наставницу во время представлений.
Наибольшей популярности Ульрика добилась в балете Tillfälle gör Tjuven. Среди её других известных ролей следует назвать Лизу в La Rosére de Salency (сезон 1786—1787 гг.) и Мирцу в Mirza och Lindor (сезон 1792—1793 гг.).
В 1795 г. Ульрика вышла замуж и покинула балетную сцену. Годом позже сошла со сцены и её наставница Джованна Басси. Ульрику упоминали как одну из первых профессиональных танцовщиц шведского балета, хотя первые танцоры работали в театре в Боллхусете (Stora Bollhuset) ещё в 1738 г., но она была одной из первых шведок, получивших профильное образование и внёсших большой вклад в становление Королевского балета.